# Akbar le champion meurt
Akbar le champion meurt (en persan : پهلوان اکبر می‌میرد) est la première pièce de théâtre de Bahram Beyzai, écrite en 1963.

## Résumé
En rentrant chez lui un soir, Akbar aperçoit une vieille dame pleurant auprès d’une fontaine. Lorsqu’il s’enquiert de la raison de ses larmes, elle lui confie que son fils, lui aussi lutteur de profession, ne tient pas tant à remporter la victoire qu’à obtenir la main d’une jeune fille qui l’aime, mais qu’il ne peut épouser en raison de la différence de leurs classes sociales. Seule une victoire pourrait changer l’avis du gouverneur qui permettrait alors à sa fille d’épouser son fils. Très touché par cette anecdote émouvante, Akbar tâche de consoler la vieille dame en lui rassurant que son fils remporterait sûrement la bataille, vu que le champion se faisait vieux. Soulagée, cette dernière se précipite auprès de son fils pour lui annoncer ce qu’elle vient d’entendre.
À partir de ce moment, Akbar est en proie à une lutte intérieure qui le ronge sans cesse. D’un côté, il a promis à la vieille femme que son fils remporterait la lutte contre lui ; de l’autre, sa réputation est en jeu. Il pense même quitter le pays pour quelque temps mais se rend bien vite compte à quel point cette idée est insensée : on raconterait qu’il aurait fui par peur. Il était également absurde de perdre la lutte car tout le monde savait qu’il était de loin plus fort que son adversaire inexpérimenté.
Faute de trouver moyen de sortir du dilemme dans lequel il se trouve, mais voulant tout de même tenir sa promesse, il plonge dans le désespoir. La mort semble être la seule voie qui lui reste. Akbar se trouve alors face à la mort, symbolisée dans la pièce par une figure habillée de noir qui rôde sur la scène dès le début de l’œuvre en question. Il accepte son destin avec sang-froid, trouvant ainsi une fin mystérieuse comme le font bien souvent les héros. Avant cela, il prend soin de remettre son brassard au jeune homme amoureux afin que le titre de champion lui revienne dorénavant.